# Iso-Kupsunen
Iso-Kupsunen eller Kupsunjärvi är en sjö i Finland. Den ligger i kommunen Kuhmo i landskapet Kajanaland, i den centrala delen av landet, 500 km nordost om huvudstaden Helsingfors. Iso-Kupsunen ligger 169,5 meter över havet. Den är 14,2 meter djup. Arean är 2,07 kvadratkilometer och strandlinjen är 20,12 kilometer lång. Sjön  ingår i Uleälvens huvudavrinningsområde. 